# Behind That Locked Door
Pour les articles homonymes, voir Behind That Locked Door.
Pistes de All Things Must Pass
If Not for You Let It Down
Behind That Locked Door est une chanson écrite par George Harrison, parue le 30 novembre 1970 sur son triple album, All Things Must Pass. Harrison l'écrit comme un message d'encouragement à Bob Dylan, qui s’apprête à faire un retour médiatique remarqué sur la scène du Festival de l'île de Wight de 1969, alors qu'il est accompagné par le groupe canadien The Band. Rare incursion de George Harrison dans la musique country, ce dernier décrit le grand respect qu'il à envers Dylan, tout en soulignant le caractère insaisissable de ce dernier.

## Enregistrement

### Personnel
- George Harrison – chant, chœurs, guitare acoustique
- Peter Frampton - guitare acoustique
- Pete Drake – guitare pedal steel
- Klaus Voormann – basse
- Gary Wright – piano
- Billy Preston – orgue
- Alan White – batterie

### Équipe technique
- George Harrison, Phil Spector – production
- Ken Scott – ingénieur du son
- Phil McDonald – ingénieur du son

## Reprise
Olivia Newton-John reprend cette chanson sur son album Olivia publié en 1972. Elle reprend aussi sur ce même album une autre chanson de Harrison, What Is Life toutes les deux provenant du fameux triple de George Harrison, All Things Must Pass. 